# Alexander Efimkin
Pour les articles homonymes, voir Iefimkine.
Alexander Efimkin - en russe : Александр Александрович Ефимкин, et en français : Aleksandr Aleksandrovitch Iefimkine - est un coureur cycliste russe né le 2 décembre 1981 à Kouïbychev (connue sous le nom de Samara). Il est professionnel depuis 2006 au sein de la formation Barloworld et membre de 2011 à 2012 de l'équipe Type 1-Sanofi Aventis.
Son frère jumeau Vladimir Efimkin est également un ancien cycliste professionnel.

## Biographie
Alexander Efimkin commence sa carrière professionnelle en 2006 dans l'équipe Barloworld. En 2007, il gagne la Semaine cycliste lombarde et le Tour du Cap. En 2008, il est recruté par l'équipe ProTour belge Quick Step-Innergetic. Il rejoint l'année suivante l'équipe française AG2R La Mondiale. Lors du Tour d'Italie 2010, il profite de l’échappée fleuve de la 11e étape pour se placer au classement général. Il finit à la 19e place de ce Giro. Cette échappée a permis à David Arroyo de terminer deuxième du Giro et à Richie Porte de finir dans les dix premiers du classement général.
En 2011, il rejoint l'équipe américaine Type 1-Sanofi Aventis. Il remporte cette année-là le Tour de Turquie.
En 2013, il devient directeur sportif de l'équipe russe RusVelo.

## Palmarès

### Palmarès amateur
- 2002
  - Trophée Angelo Schiatti
- 2004
  - Trofeo Ricordando Fabio Casartelli
  - 3e étape du Tour de la province de Cosenza
  - 5e étape du Tour de León
  - 2e d'Annemasse-Bellegarde et retour
  - 2e du Trofeo Torino-Biella
  - 2e du Giro del Casentino
  - 3e du Tour de la province de Cosenza
- 2005
  - Trofeo FPT Tapparo
  - 2e de la Semaine cycliste lombarde
  - 2e du Trofeo Torino-Biella
  - 2e de la Coppa Colli Briantei Internazionale
  - 2e de Milan-Rapallo
  - 3e du Trofeo Gianfranco Bianchin
  - 3e du Tour de Lombardie amateurs

### Palmarès professionnel
- 2006
  - 2e du championnat de Russie sur route
  - 3e du Tour de l'Alentejo
- 2007
  - Semaine cycliste lombarde :
    - Classement général
    - 3e étape

  - Tour du Cap :
    - Classement général
    - 3e étape
- 2008
  - 10e de Paris-Nice
- 2009
  - 3e de Paris-Camembert
- 2011
  - Classement général du Tour de Turquie

## Résultats sur les grands tours

### Tour de France
1 participation
- 2007 : 99e

### Tour d'Italie
3 participations
- 2008 : 68e
- 2009 : 37e
- 2010 : 19e

### Tour d'Espagne
1 participation
- 2009 : abandon (17e étape)

## Classements mondiaux
| Année                  | 2005 | 2006 | 2007 | 2008 | 2009 | 2010 | 2011 | 2012 |
| ---------------------- | ---- | ---- | ---- | ---- | ---- | ---- | ---- | ---- |
| Calendrier mondial UCI |      |      |      |      |      | 203e |      |      |
| UCI Africa Tour        |      |      | 28e  |      |      |      |      |      |
| UCI America Tour       |      |      |      |      |      |      | 234e |      |
| UCI Europe Tour        | 50e  | 90e  | 53e  |      |      |      | 77e  | 467e |